# 田中米太郎
田中米太郎（たなか よねたろう、1928年1月2日 - 1995年8月31日）は、日本のプロレスラー。元二所ノ関部屋力士。プロレス時代には桂浜のリングネームを名乗っていた。

## 人物
高知県の出身。大相撲二所ノ関部屋では「桂浜」の四股名で土俵に上がっており、力道山の付き人をしていた。序二段まで昇進したのちに廃業し、力道山率いる日本プロレスへ入門する。巨人軍から入団した馬場正平（ジャイアント馬場）のデビュー第1戦の対戦相手としても知られている。ちなみに試合は馬場に敗戦した。また、アントニオ猪木のデビュー第3戦目で相手を務めて初白星を献上している。猪木は自身の著書で田中について「道場では一番弱かった」と回想している。
力道山とは親交が深く、大相撲時代を含めてプロレスラーになってからも側近（付き人頭）として知られた。
力道山が東京都中央区日本橋浪花町（現在の日本橋富沢町）に道場を開設した際に、田中はちゃんこ番を務めている。菊池孝によると「ちゃんこの腕前は日本マット界随一だった」と言われており、田中がちゃんこを作った際に力道山は、わざわざ道場に出向いて来るほどであったという。その後1961年（昭和36年）春に、港区赤坂台町（現在の赤坂）へ合宿所が移転した際、田中は寮長に就任している。
力道山が逝去した後にレフェリーへ転向し、ジョー樋口と共に日本プロレスの前座試合を裁いていた。
1973年4月1日に坂口征二・小沢正志・木村たかし・大城大五郎と共に新日本プロレスへ移籍する。そのまま引き継いでレフェリーを務めた。

## 関連人物
- マンモス鈴木